# Kupjansk
Kupjansk (ukrajinsko Куп'янськ, latinizirano: Kup’’jans’k) je mesto in sedež istoimenskega rajona v Harkovski oblasti na vzhodu Ukrajine. Po Harkovu je drugo najpomembnejše železniško vozlišče v tej regiji.

## Zemljepis
Mesto leži ob reki Oskil, levem pritoku Doneca, 124 kilometrov jugovzhodno od Harkova in 40 kilometrov od meje z Rusijo. Je pomembno železniško vozlišče, iz katerega vodijo proge proti Harkovu, Svjatogirsku, Lisičansku ter ruskima mestoma Valujki in Belgorod.

## Zgodovina
Območje današnjega Kupjanska je bilo poseljeno že v neolitiku. Arheološka izkopavanja so odkrila dokaze poselitve v 5.-4. tisočletju pred našim štetjem. Odkrite so bile tudi gomile iz bronaste dobe ter rimski, arabski in bizantinski kovanci.
Kupjansk je bil ustanovljen leta 1655, status mesta pa ima od leta 1779. Od leta 1780 je bil del voroneške gubernije, v 19. stoletju pa je bil središče Kupjanskega ujezda Harkovske gubernije.
Po porazu Ruskega imperija v 1. svetovni vojni je Kupjansk bil del Ukrajinske ljudske republike dokler ga ni julija 1919 zavzela rdeča armada.
Med drugo svetovno vojno so ga 24. junija 1942 zasedle enote Wehrmachta. Štiri dni zatem so le-te pričele prvo fazo poletne ofenzive na 100 kilometrov široki fronti med Orjolom in Kupjanskom. Sovjetska armada si je ozemlje povrnila v operaciji Zvezda 3. februarja 1943.
V ruski invaziji na Ukrajino so ruske sile zavzele Kupjansk 27. februarja 2022, tri dni po začetku invazije. Mesto je bilo pomembna prometna točka za oskrbovanje tedaj napredujočih ruskih sil. Konec avgusta je Ukrajina začela protiofenzivo v Harkovski oblasti ter Kupjansk osvobodila 10. septembra 2022. Po osvoboditvi je bilo mesto večkrat obstreljevano, med drugim je bila zadeta bolnišnica, licej in železniška postaja.

## Upravna delitev
Kupjanska mestna občina, ustanovljena ob upravni reformi leta 2020, vsebuje poleg Kupjanska še dve naselji mestnega značaja – Kivšarivka in Kupjansk-Vuzlovi – ter devet vasi: Boldirivka, Osadkivka, Osinovo, Pojdunivka, Pristin, Prokopivka, Senok, Stinka in Tamarganivka.

## Galerija
- Spomenik Tarasu Ševčenku
- Bolnišnica po ruskem obstreljevanju 3. oktobra 2022
- Spomenik žrtvam politične represije in gladomora